# Hersilia longivulva
Espèce
Hersilia longivulva est une espèce d'araignées aranéomorphes de la famille des Hersiliidae.

## Distribution
Cette espèce est endémique du Bengale-Occidental en Inde,. Elle se rencontre dans le district de Jalpaiguri.

## Description
La femelle mesure 8,8 mm.

## Publication originale
- Sen, Saha & Raychaudhuri, 2010 : Two tailed spiders (Araneae: Hersiliidae) from the reserve forests of north Bengal, India. Munis Entomology & Zoology Journal, vol. 5 suppl., p. 1168-1175 (texte intégral).